# Miroslovești
Miroslovești is een Roemeense gemeente in het district Iași.
Miroslovești telt 4848 inwoners.